# آلتو بونیتو (تگزاس)
آلتو بونیتو، تگزاس (به انگلیسی: Alto Bonito, Texas) یک منطقهٔ مسکونی در ایالات متحده آمریکا است که در تگزاس واقع شده‌است.

## خصوصیات
آلتو بونیتو ۰٫۳ کیلومترمربع مساحت و ۵۶۹ نفر جمعیت دارد و ۷۲ متر بالاتر از سطح دریا واقع شده‌است.